# Thyene gangoides
Thyene gangoides es una especie de arañas araneomorfas de la familia Salticidae.

## Distribución geográfica
Es endémica de Bali (Indonesia).